# Uyarra
Uyarra es una de las doce aldeas del municipio de Ojacastro en La Rioja (España). Uyarra pertenece a lo que se conoce como "cuadrilla de Garay" que agrupa a las aldeas situadas en la margen derecha del río Oja. Actualmente cuenta con entre 3 y 5 habitantes, que viven principalmente de la ganadería.
El topónimo Uyarra significa "bosque" en vascuence, ya que todos los topónimos del valle del Oja derivan del vasco, idioma usado por los pobladores del valle hasta los siglos XIV y XV.

## Geografía
La aldea se sitúa a media altura del valle de Naviso, en el hondón que forma al unirse con otros arroyos, que nacen en el Alto de Espidia. El valle nace cercano a dónde se situaba la antigua aldea de Espidia y desciende hasta su desembocadura en el Oja a la altura de la aldea de San Asensio los Cantos, por lo que Uyarra es una de las aldeas más alejadas de Ojacastro.
La población se configura de manera alargada alrededor del valle, rodeada por los montes Urcia, Vallemanzano, La Cárcava y La Salceda, entre pastizales y bosques de hayas y robles.

## Demografía
En los años 60 y 70 sufrió una fuerte despoblación, provocada por las malas condiciones de vida que se tenían en la aldea, debido a una economía de subsistencia y una ganadería que atravesaba una fuerte crisis. A pesar de ello, la aldea ha continuado habitada por algunos ganaderos hasta hoy.
Uyarra contaba a 1 de enero de 2020 con una población de 3 habitantes, todos varones.
| Gráfica de evolución demográfica de Uyarra entre 2000 y 2020                                     |
|                                                                                                  |
| Población de derecho (2000-2020) según los censos de población del INE a 1 de enero de cada año. |

## Arquitectura
La localidad se conforma por un caserío disperso de unas 10 viviendas agrupadas en dos zonas separadas 200 metros entre sí, alrededor del camino que sube a Espidia, sin ningún núcleo urbano definido. No conserva iglesia ni ermita. Los edificios se mantienen con la estética tradicional de la arquitectura serrana, construidos a base de muros de mampostería de piedra caliza en planta baja, y entramados de madera con adobe y piedra en las plantas alzadas.